# إسبويا
بلدية إسبويا (بالإسبانية: Espolla) هي بلدية تقع في مقاطعة جرندة التابعة لمنطقة كتالونيا شمال شرق إسبانيا.

## الديموغرافيا
بلغ عدد سكان بلدية إسبويا 417 نسمة عام 2011 (وفقاً للمعهد الوطني الإسباني للإحصاء).
| 396 | 372 | 382 | 395 | 404 | 404 | 417 |